# Karolina Jaklewicz
Karolina Anna Jaklewicz (ur. 1979 w Trzebiatowie) – polska malarka, kuratorka, wykładowczyni

## Wykształcenie
W latach 2000–2003 studiowała na Wydziale Sztuk Pięknych Uniwersytetu Mikołaja Kopernika w Toruniu. Jest absolwentką Akademii Sztuk Pięknych im. Eugeniusza Gepperta we Wrocławiu, Wydziału Malarstwa i Rzeźby. Dyplom z wyróżnieniem na Wydziale Malarstwa i Rzeźby Akademii Sztuk Pięknych we Wrocławiu obroniła w 2007 roku. Tytuł pracy: ,,Geometria – emocje intelektu”. W 2012 roku uzyskała stopień doktora w dziedzinie sztuk plastycznych w dyscyplinie sztuki piękne. Tytuł pracy ,,Idea a forma geometryzująca w malarstwie”.
W 2017 roku uzyskała stopień doktora habilitowanego w dziedzinie sztuk plastycznych, w dyscyplinie sztuk pięknych.

## Kariera zawodowa
Wykładowczyni w policealnej szkole AP Edukacja we Wrocławiu, w latach 2007–2008.
Od 2013 roku jest adiunktką na Wydziale Architektury Politechniki Wrocławskiej. Obecnie jest także pełnomocniczką rektora ds. przeciwdziałania dyskryminacji na Politechnice Wrocławskiej.
W 2009 roku została kuratorką programową w Galerii Sztuki Socato we Wrocławiu. Funkcję tę prowadziła do momentu zamknięcia galerii.
Jest pomysłodawczynią Przeglądu Młodej „Sztuki Świeża Krew”.

## Twórczość
,,Założeniem mojej twórczości jest takie posługiwanie się językiem geometrii, aby wyjść poza obszar analizy, intelektualnych gier czy konceptualizmu. Geometria jest dla mnie bogatym źródłem formalnych i symbolicznych możliwości. W swoich pracach pokazuję, że język geometrii może być językiem emocji, że jest językiem uniwersalnym, a jednocześnie możliwym do osobistego zaanektowania. Daje poczucie dyskrecji, nie jest oczywisty, można jednak nim „mówić”, czy raczej unaoczniać nie tylko klasyczne tematy sztuki geometrycznej, lecz także te subiektywne czy odnoszące się do aktualnej rzeczywistości.”

Od 2012 roku należy do grupy artystów skupionych wokół Bożeny Kowalskiej posługujących się językiem geometrii.
W trakcie studiów jej malarstwo przeszło od realizmu do abstrakcji przestrzenno-architektonicznej. Postanowiła ograniczyć paletę do tonacji północno nadbałtyckiej i architektonicznej. Struktura powierzchni jej dzieł ewoluowała od malarstwa olejnego do malarstwa akrylowego na płótnie. Eksperymentowała z materią obrazu, będąc pod wpływem tradycji wrocławskiego strukturalizmu. Skutkowało to tworzeniem wielowarstwowych obrazów, do których powstania zainspirowały ją m.in. odrapane ściany oraz szkło.
Twórczość jej sprzed uzyskania stopnia doktora inspirowana jest m.in. sześcianem, jako metaforą bytu oraz architekturą dekonstruktywiczną.
W pracach stworzonych po roku 2012 dawne inspiracje ulegają przemianie. Sześcian i przestrzenność architektoniczna zastąpione są przez trójkąt oraz przestrzeń symboliczną.

### Cykle malarskie
- Geometria – emocje intelektu
- Bolesna geometria
- Przestrzeń nieobiektywna
- Anamorfoza osobności
- Idea a forma geometryzująca
- Północ
- Geometria dialogu
- Obiekty platoniczne/ Obiekty nieplatoniczne[2]

## Wystawy
- 2010 – Bolesna geometria, Galeria Farbiarnia, Warszawa[7][8]
- 2011 – Anamorfoza osobności, Galeria Sztuki Socato, Wrocław[9]
- 2011 – Wystawa malarstwa, Miejska Galeria Sztuki, Częstochowa[6][10]
- 2012 – Akt przestrzeni / Verte, Galeria Promocyjna, Warszawa
- 2014 – Północ, Galeria Sztuki Socato, Wrocław[11]
- 2015 – Rezerwat (z Rafałem Borczem), Fabryka Trzciny, Warszawa
- 2015–2016 – Ciepło/zimno, Muzeum Miejskie Wrocławia[12]
- 2016 – Re:konstrukcja, Buchbund, Berlin
- 2017 – Konsekwencje, Galeria Pryzmat, ZPAP Kraków
- 2018 – Konsekwencje, Galeria Miejska, Wrocław[13][1]
- 2019 – Boli mnie krzyż, Galeria Beta16, Warszawa[14]
- 2021 – Raj nieutracony, Galeria Arttrakt, Wrocław[15][16]
- 2021 – Ojciec odchodzi, Galeria Sztuki, Legnica[17][18]